# Licia Albanese
Licia Albanese (ur. 22 lipca 1909 w Bari, zm. 15 sierpnia 2014 w Nowym Jorku) – amerykańska śpiewaczka operowa (sopran) i pianistka pochodzenia włoskiego.
Zadebiutowała w 1934 w Mediolanie, zastępując inną śpiewaczkę w operze Madame Butterfly Giacomo Pucciniego. Występowała na licznych scenach Europy (Anglia, Francja, Malta, Włochy) i Stanów Zjednoczonych. Dokonała też nagrań dla wytwórni płytowych.
W 1974 założyła The Licia Albanese-Puccini Foundation – fundację wspierającą młodych artystów z całego świata.
W 1995 została odznaczona Narodowym Medalem Sztuk w uznaniu jej wkładu w rozwój sztuki.